# Hayri Arsebük
Hayri Arsebük, né le 8 février 1915 et mort en 1943, est un joueur turc de basket-ball.